# Campeonato de Wimbledon 1912
La edición 36.º del Campeonato de Wimbledon se celebró entre el 24 de junio y el 8 de julio de 1912 en las pistas del All England Lawn Tennis and Croquet Club de Wimbledon, Londres, Inglaterra.
El cuadro individual masculino lo iniciaron 81 jugadores mientras que el femenino lo iniciaron 34 tenistas.

## Hechos destacados
En la competición individual masculina se impuso el neozelandés Anthony Wilding logrando el tercer título que obtendría en el torneo al imponerse en la final al británico Arthur Gore.
En la competición individual femenina la victoria fue para la británica Ethel Thomson Larcombe logrando el único título que obtendría en Wimbledon al imponerse a la británica Charlotte Cooper Sterry.

## Palmarés
| Seniors              | Vencedor                      | Resultado          | Finalista                | Finalista |
| -------------------- | ----------------------------- | ------------------ | ------------------------ | --------- |
| Individual masculino | Anthony Wilding               | 6–4, 6–4, 4–6, 6–4 | Arthur Gore              |           |
| Individual femenino  | Dorothea Douglass             | 6–3, 6–1           | Charlotte Cooper Sterry  |           |
| Dobles masculino     | Herbert Barrett Charles Dixon | 3–6, 6–3, 6–4, 7–5 | Andre Gobert Max Decugis |           |

## Cuadros Finales

### Torneo individual  femenino
| Predecesor: 1911                           | Campeonato de Wimbledon 1912 | Sucesor: 1913                                       |
| Predecesor: Campeonato de Australasia 1912 | Grand Slam 1912              | Sucesor: Campeonato nacional de Estados Unidos 1912 |

- Datos: Q2121913